# يوسف بن خليفة السادة
يوسف بن خليفة عبد الله خليفة السادة سياسي ودبلوماسي قطري، التحق بالعمل في وزارة الخارجية بعد أن أنهى دراسته الجامعية في الولايات المتحدة الأمريكية عام 1980م، عمل في العديد من البعثات الدبلوماسية فاكتسب خبرات سياسية متراكمة نظراً لطول مدة الخدمة في المجال الدبلوماسي، تحصل السادة على العديد من الترقيات وشغل عدد من المناصب حتى تحصّل على درجة سفير وأصبح سفيراً لدولة قطر لدى كل من السنغال واندونيسيا، كما انه مثّل الدولة في عدد من المؤتمرات والمحافل الدولية والإقليمية، وشارك في دورات الامم المتحدة في نيويورك.

## المؤهلات العلمية
بكالوريوس علاقات دولية في الولايات المتحدة الأمريكية 1980م.

## الخبرات المهنية
- عمل بديوان عام الوزارة كسكرتير ثالث عام 1980م.
- عمل بالوفد الدائم لدولة قطر في جنيف سكرتير ثالث عام 1981م.
- مساعد مدير مكتب وزير الدولة للشؤون الخارجية خلال الفترة 1982-1984
- عمل بسفارة دولة قطر في القاهرة سكرتير ثاني للفترة 1984-1986
- عمل بديوان عام الوزارة سكرتير أول للاعوام 1986-1990م.
- عمل بسفارة دولة قطر في تونس سكرتير أول عام 1990-1992م.
- عمل لسفارة دولة قطر في أبو ظبي مستشار عام 1992-1993م.
- عمل بمكتب وكيل وزارة الخارجية عام 1993-1996م.
- عمل بالأمانة العامة لمجلس التعاون الخليجي في الرياض كمستشار خلال الفترة 1996-2000م.
- عمل بمكتب المناوبة (مدير بالإنابة) بدرجة وزير مفوض عام 2000-2001م.
- عمل أول سفير لدولة قطر لدى السنغال عام 2001-2004م.
- عمل سفير بديوان عام الوزارة عام 2004-2005م.[2]
- عمل سفير لدولة قطر لدى جمهورية اندونسيا خلال الفترة 2005-2008م، وسفير غير مقيم لدى كل من سنغافورة، أستراليا، نيوزيلندا.[3]
- عمل سفير بمكتب وزير الدولة للشؤون الخارجية عام 2008-2009م.
- عمل مدير لإدارة المنظمات والإتفاقيات الدولية 2009-2013م.[4]
- عمل مدير إدارة الشؤون الأفريقية عام 2013-2014م.
- عمل مدير إدارة الشؤون الآسيوية عام 2014-2015م.